# Alimento di base

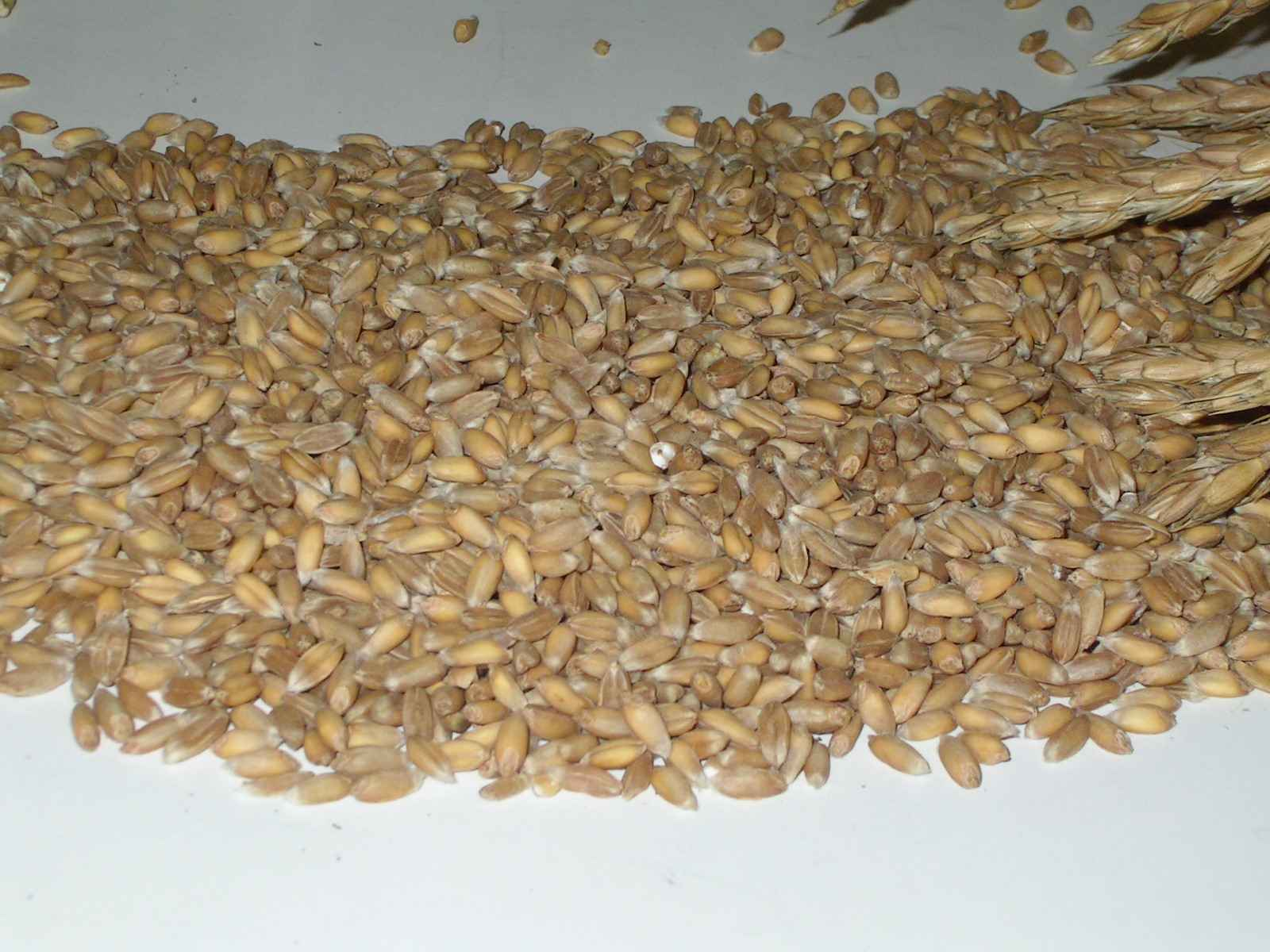
Spelta, un cereale

Un alimento di base, talvolta indicato semplicemente come "base", è un alimento mangiato regolarmente e in quantità tali da costituire la parte dominante della dieta standard di una determinata popolazione. Esso fornisce una grossa frazione dei bisogni di alimenti ricchi di energia e generalmente una percentuale significativa del fabbisogno di altri nutrienti. La maggior parte delle persone vive con una dieta che si fonda su un piccolo numero di basi alimentari.

## Descrizione
Gli alimenti di base variano in base al luogo, ma di solito sono alimenti poco costosi o facilmente disponibili che forniscono uno o più dei tre macronutrienti organici necessari per la sopravvivenza e la salute: carboidrati, proteine e grassi. Tipici esempi di basi alimentari includono tuberi, cereali, legumi e altri semi. L'alimento base di una categoria specifica può essere consumato ogni giorno o ad ogni pasto. Le prime civiltà agricole scelsero gli alimenti a loro facilmente disponibili perché oltre a fornire il nutrimento necessario in genere erano adatti per essere immagazzinati per lunghi periodi di tempo senza degradarsi. Durante le stagioni di carenza, tali alimenti facilmente conservabili risultano ottimi in stagioni secche o inverni freddi-temperati e venivano messi a magazzino; durante le stagioni di abbondanza invece, la scelta degli alimenti disponibili risultava più ampia.
Tutti gli alimenti di base vegetali sono derivati sia da cereali come frumento, orzo, segale, mais, o di riso, o da tuberi amidacei o ortaggi a radice come patate, patate dolci, taro e manioca. Altri alimenti di base includono i legumi (legumi secchi), il sago (derivato dal midollo della palma sago), e frutta come quella dell'albero del pane e le banane. Alimenti di base possono anche contenere, a seconda dei casi oli (olio di oliva, olio di cocco) o zuccheri (canna da zucchero).

## Principali alimenti di base
La maggior parte degli alimenti di base sono vegetali ma in alcune comunità di pescatori il pesce è la fonte primaria di nutrimento.
|            |                 | Produzione mondiale | Resa media mondiale     | Rese maggiori (medie nazionali) | Rese maggiori (medie nazionali) |
| Classifica | Raccolto        | (tonnellate)        | (tonnellate per ettaro) | (tonnellate per ettaro)         | Paese                           |
| 1          | Mais (granella) | 1.021 milioni       | 5,6                     | 37,5                            | Emirati Arabi Uniti             |
| 2          | Riso            | 741 milioni         | 4,5                     | 10,9                            | Australia                       |
| 3          | Frumenti        | 729 milioni         | 3,3                     | 10,0                            | Irlanda                         |
| 4          | Patata          | 385 milioni         | 20,1                    | 67,5                            | Kuwait                          |
| 5          | Soia            | 308 milioni         | 2,62                    | 6,2                             | Thailandia                      |
| 6          | Manioca         | 270 milioni         | 11,2                    | 35,6                            | India                           |
| 7          | Meloni (2013)   | 109 milioni         | 31,4                    | 60,4                            | Cipro                           |
| 8          | Platani (2013)  | 106 milioni         | 21,0                    | 73,5                            | Siria                           |
| 9          | Patate dolci    | 104 milioni         | 13,0                    | 45,5                            | Etiopia                         |
| 10         | Cipolla (2013)  | 85 milioni          | 19,3                    | 68,7                            | Irlanda                         |

## Una parte del tutto

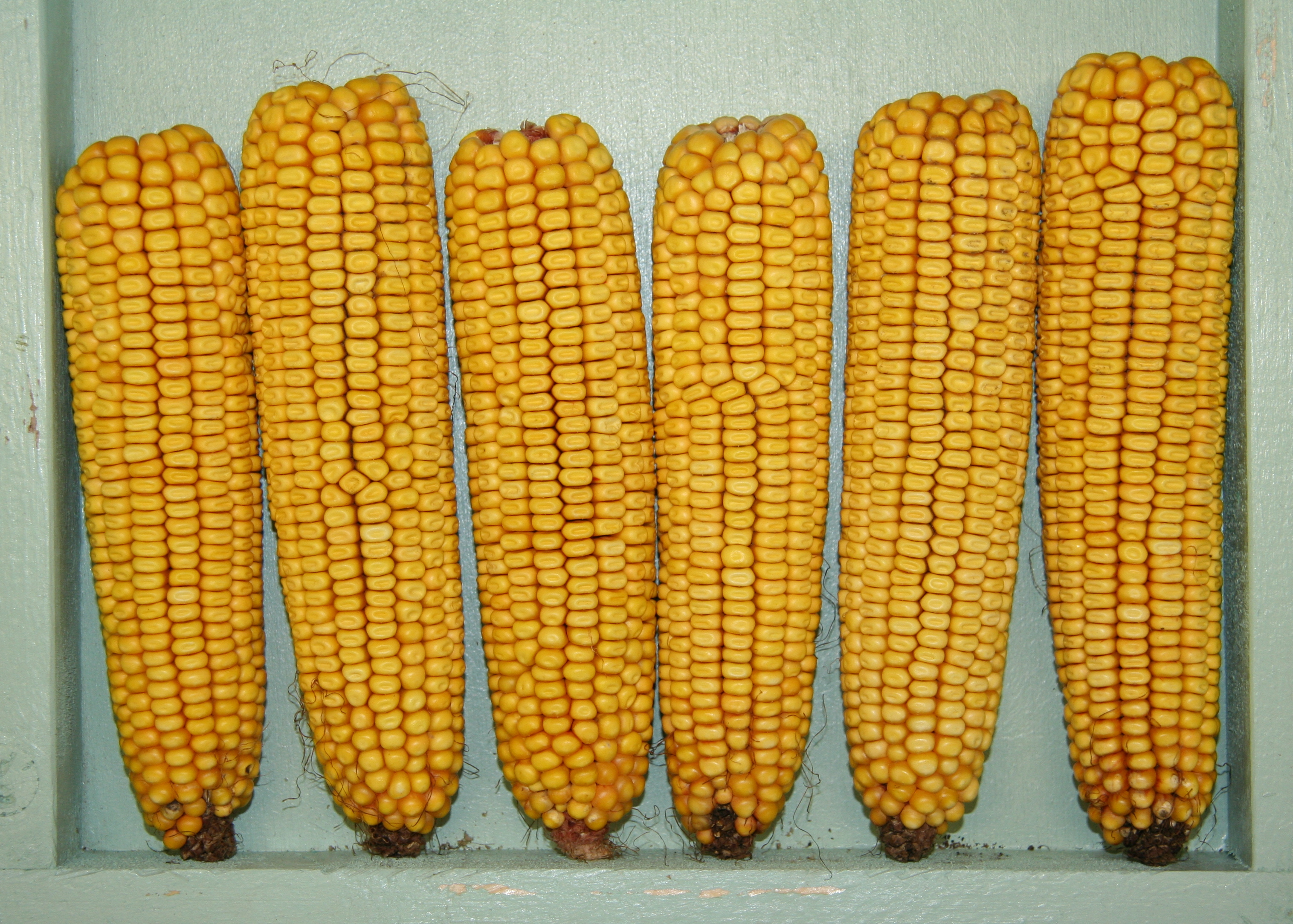
Pannocchie di mais, l'alimento di base maggiormente prodotto nel mondo

Per quanto possano essere nutritivi, gli alimenti di base hanno carenze dietetiche di vario tipo e non coprono tutte le necessità alimentari dell'uomo, per cui altri nutrienti necessitano di essere aggiunti alla dieta per evitare uno stato di malnutrizione. Molte malattie sono associate alla carenze di uno o più elementi nutritivi, tra le più note ci sono la pellagra che spesso si associa ad un consumo quasi esclusivo di mais e il beriberi quando la dieta non preveda significative integrazioni rispetto al riso bianco brillato.

## Produzione
La maggior parte degli alimenti di base introdotti nel commercio sono ottenuti con tecniche agricole non sempre attente all'impatto ambientale. Per questo motivo, con l'aumento della consapevolezza riguardo alle conseguenze a lungo termine sull'ecosistema, a partire dagli anni Settanta è via via aumentata la produzione fornita dall'agricoltura biologica. Resta il fatto che la stessa definizione di alimento di base comprenda alimenti che gran parte della popolazione mondiale produce per l'autoconsumo o per la vendita in un determinato territorio. Per esempio, la quantità di mais oggetto di commercio internazionale è solo 117 milioni di tonnellate, poco più del 10% della produzione mondiale di 1 miliardo di tonnellate; inoltre, nel caso del frumento la percentuale sale a poco meno del 25%, anche se la farina di frumento è oggetto di intensi scambi per soddisfare la domanda di farina panificabile da parte dei paesi della fascia climatica tropicale, dove la produzione di frumenti adatti alla panificazione è insoddisfacente.

## Galleria d'immagini

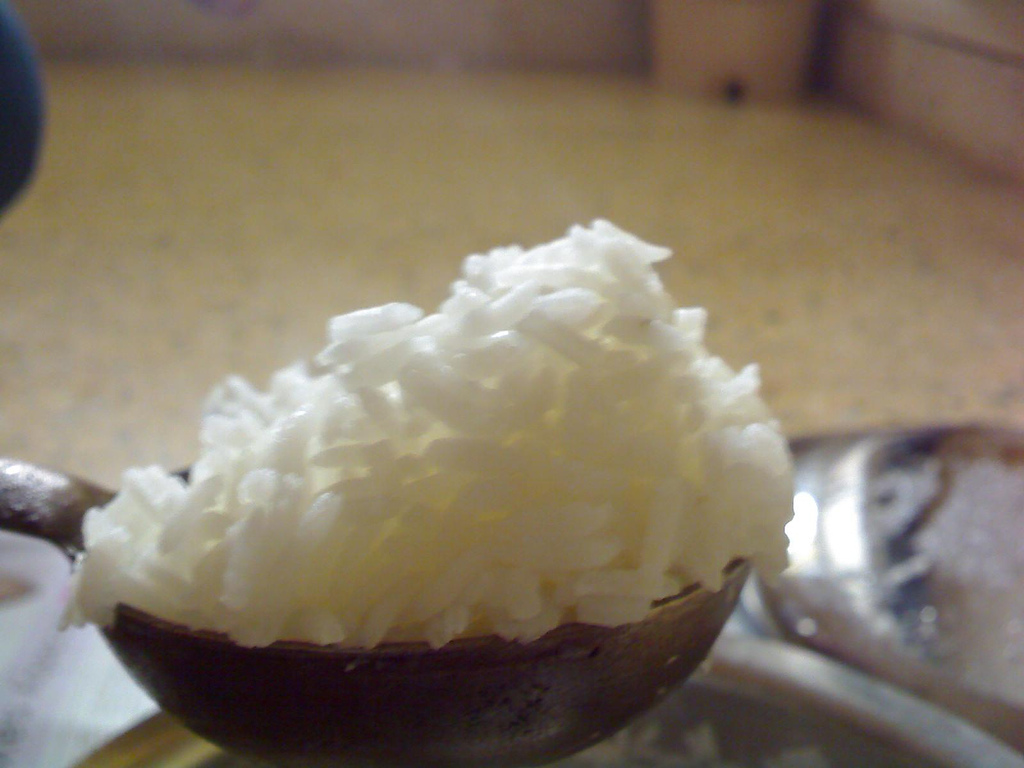
Riso bianco bollito
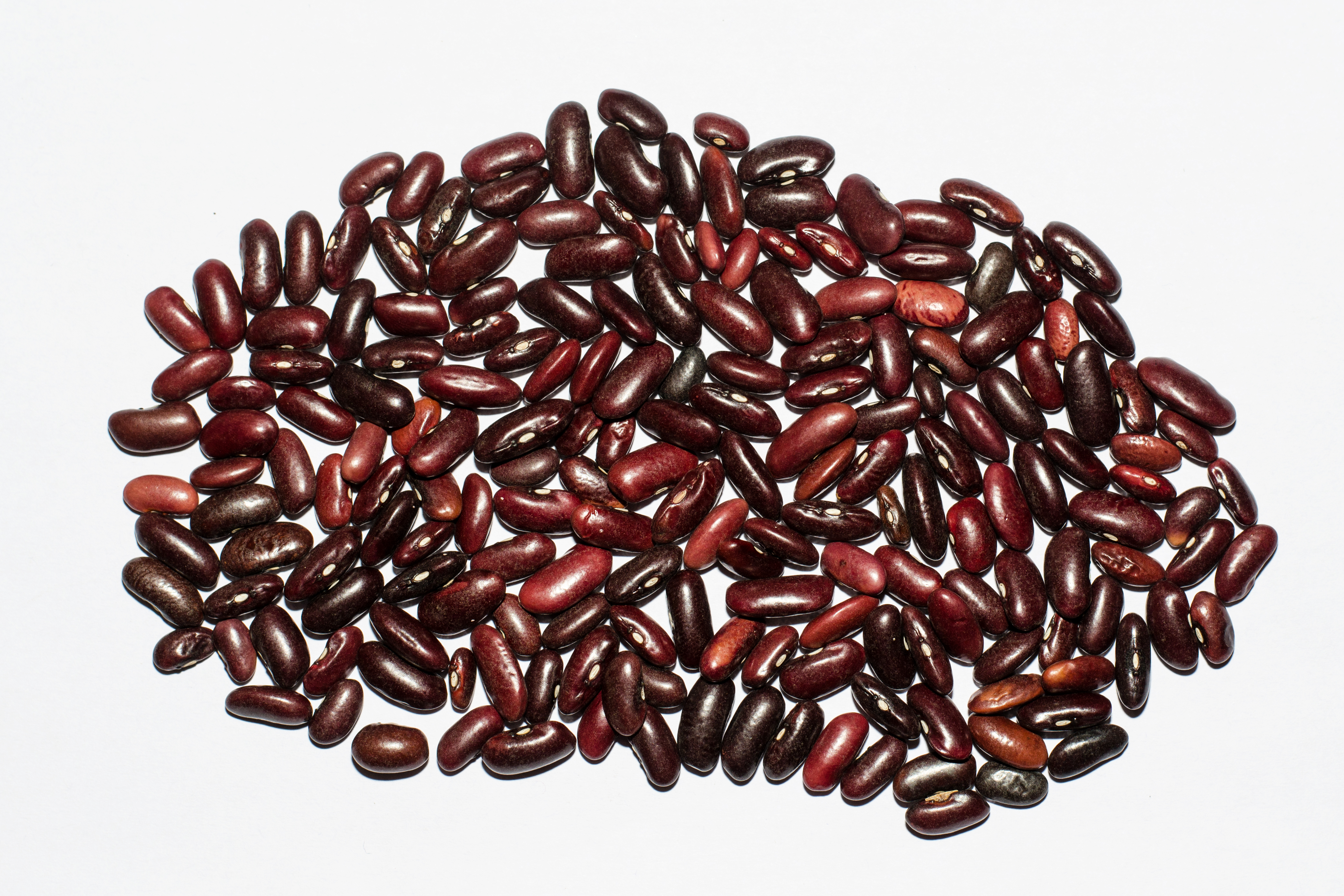
Fagioli rossi
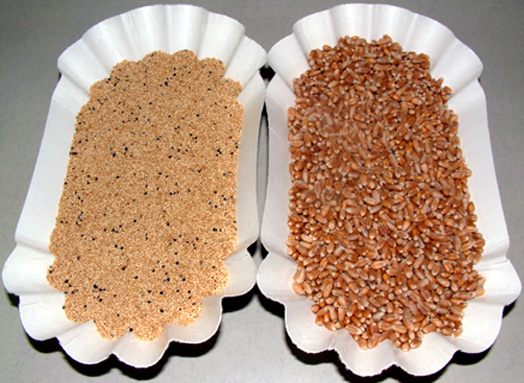
Amaranto (sin.) e grano
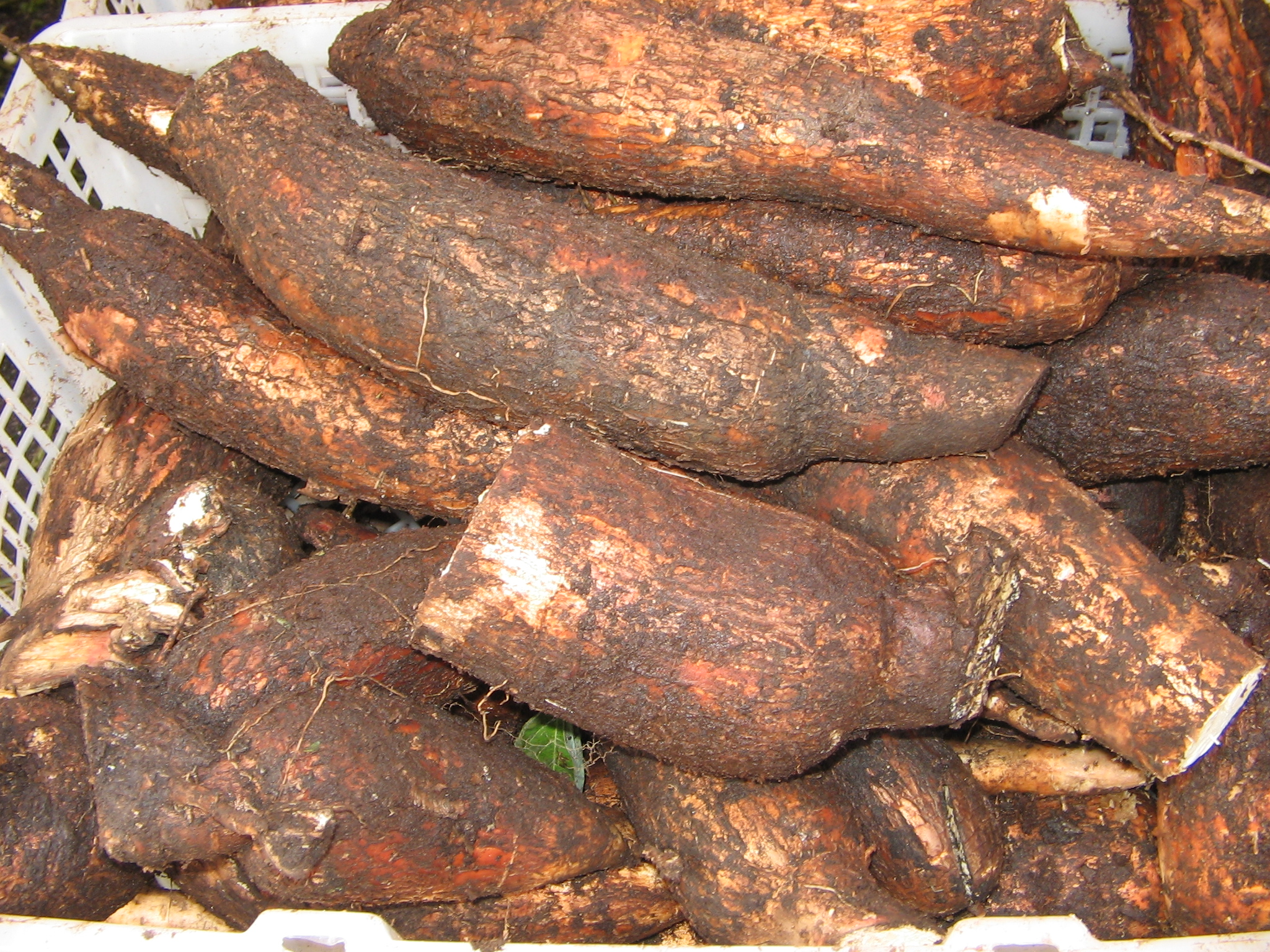
Manioca
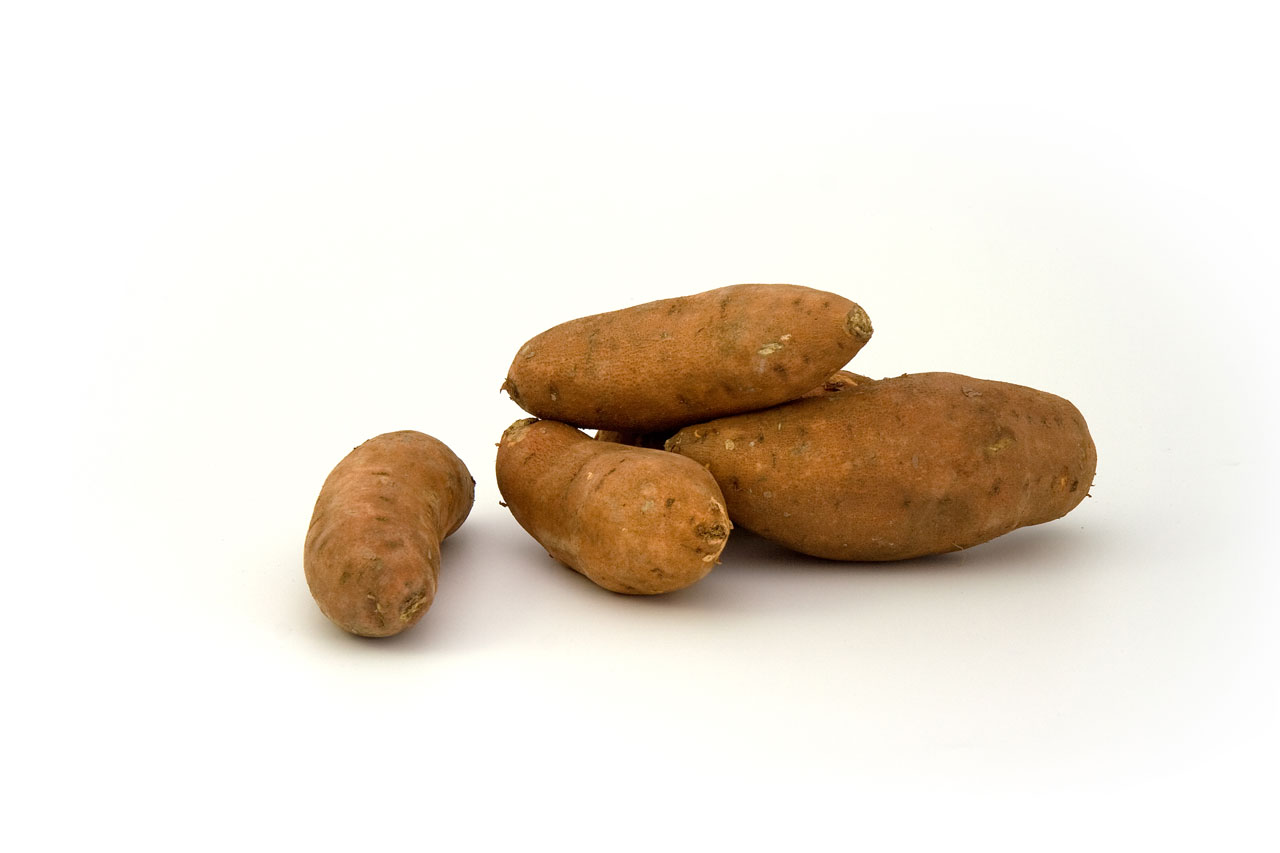
Patate dolci
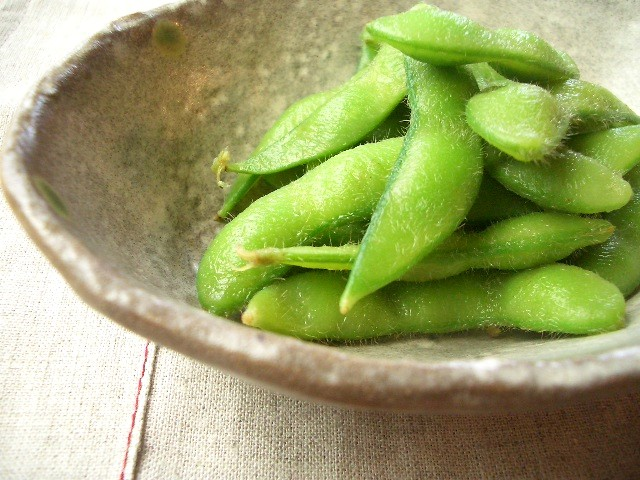
Soia
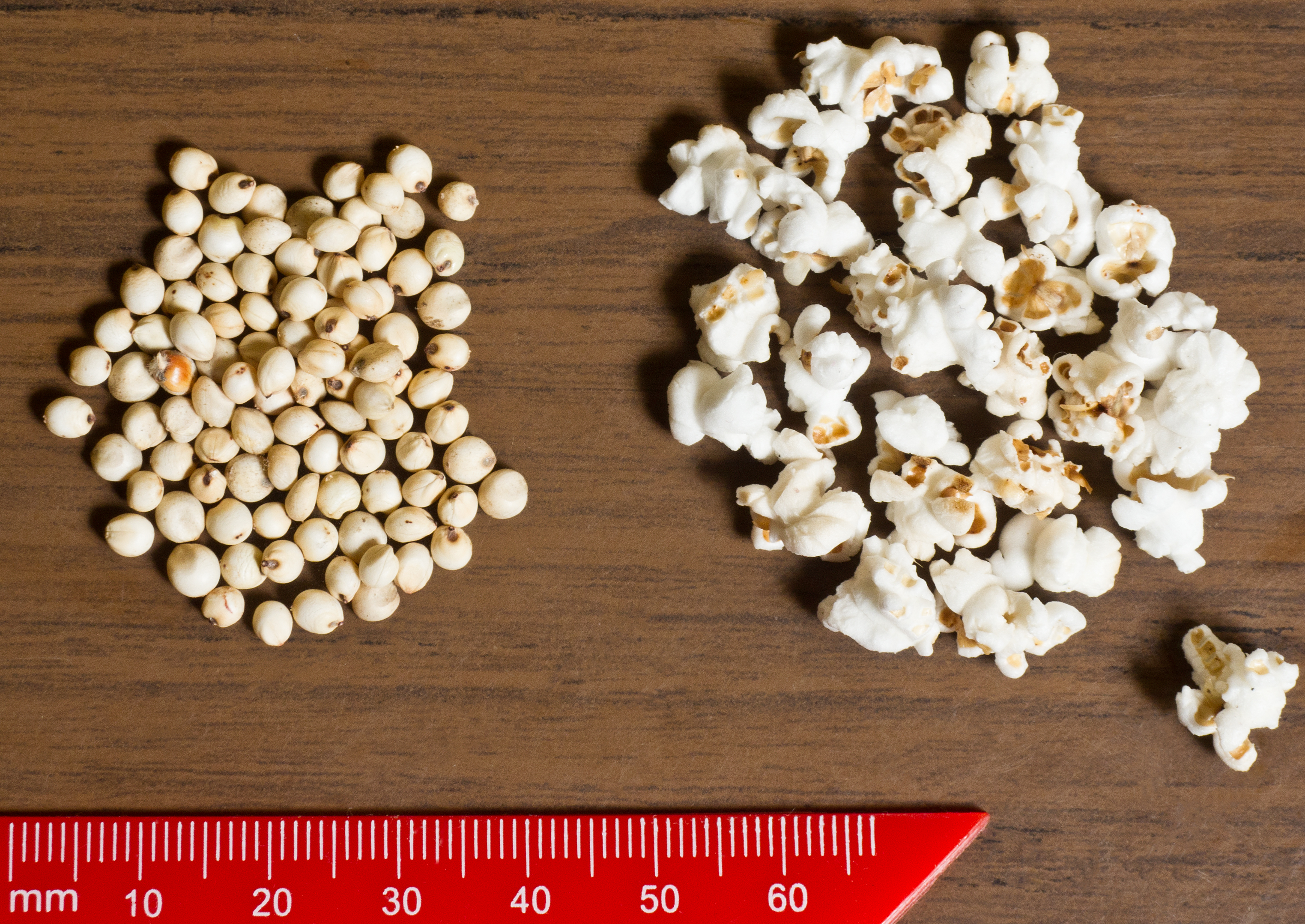
Sorgo (sin.) e sorgo soffiato
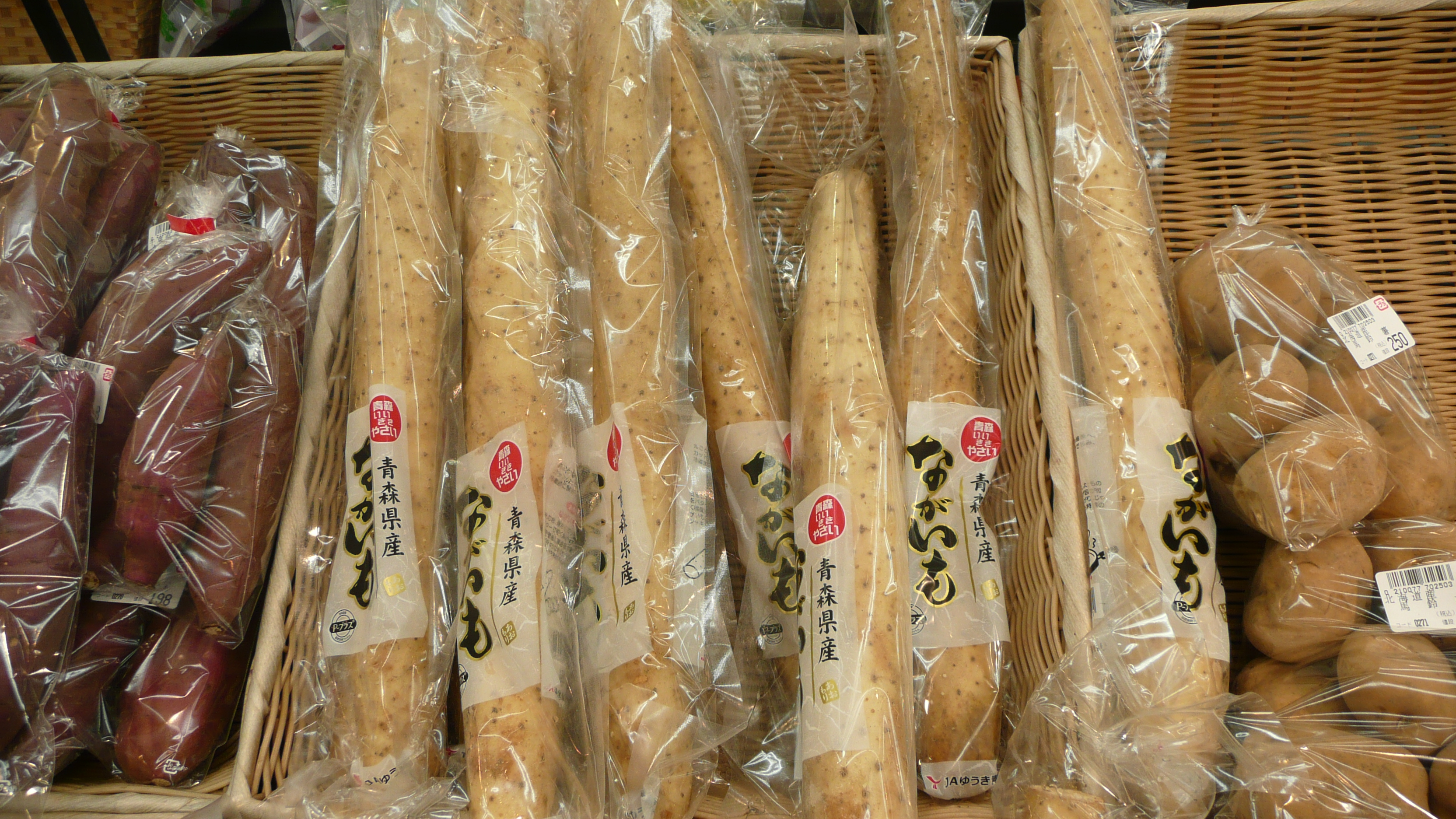
Yam
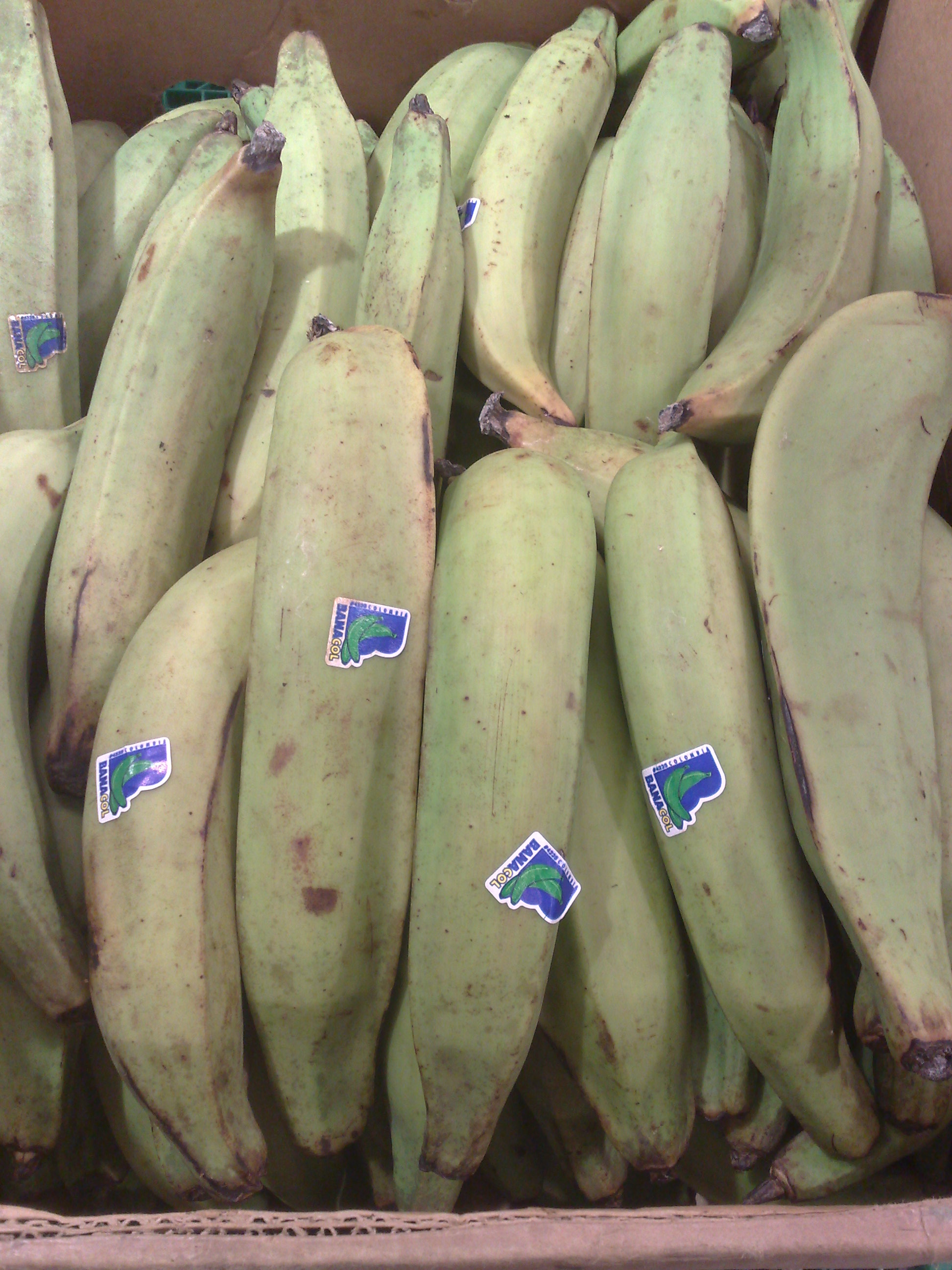
Banana verde
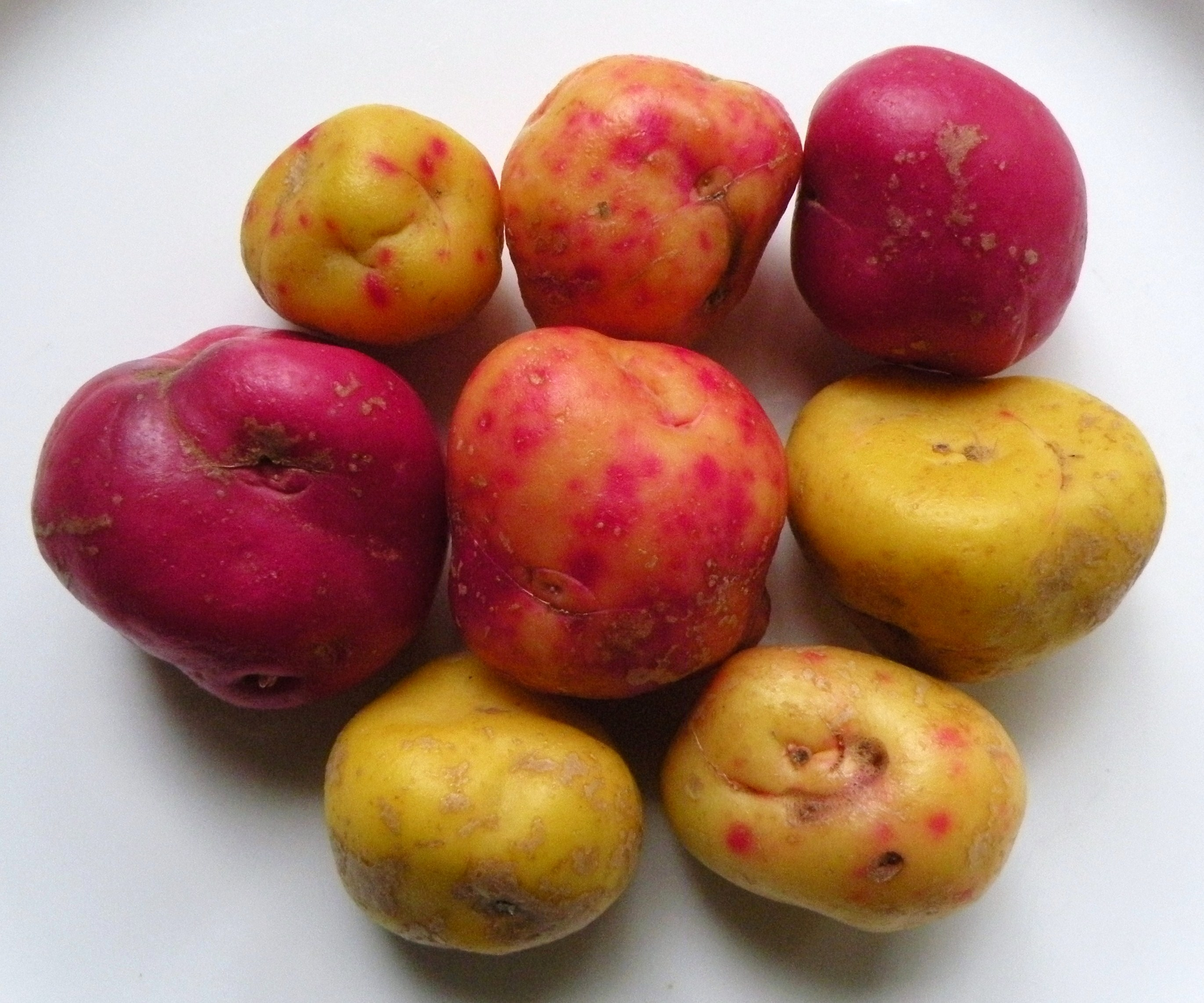
Ulluco
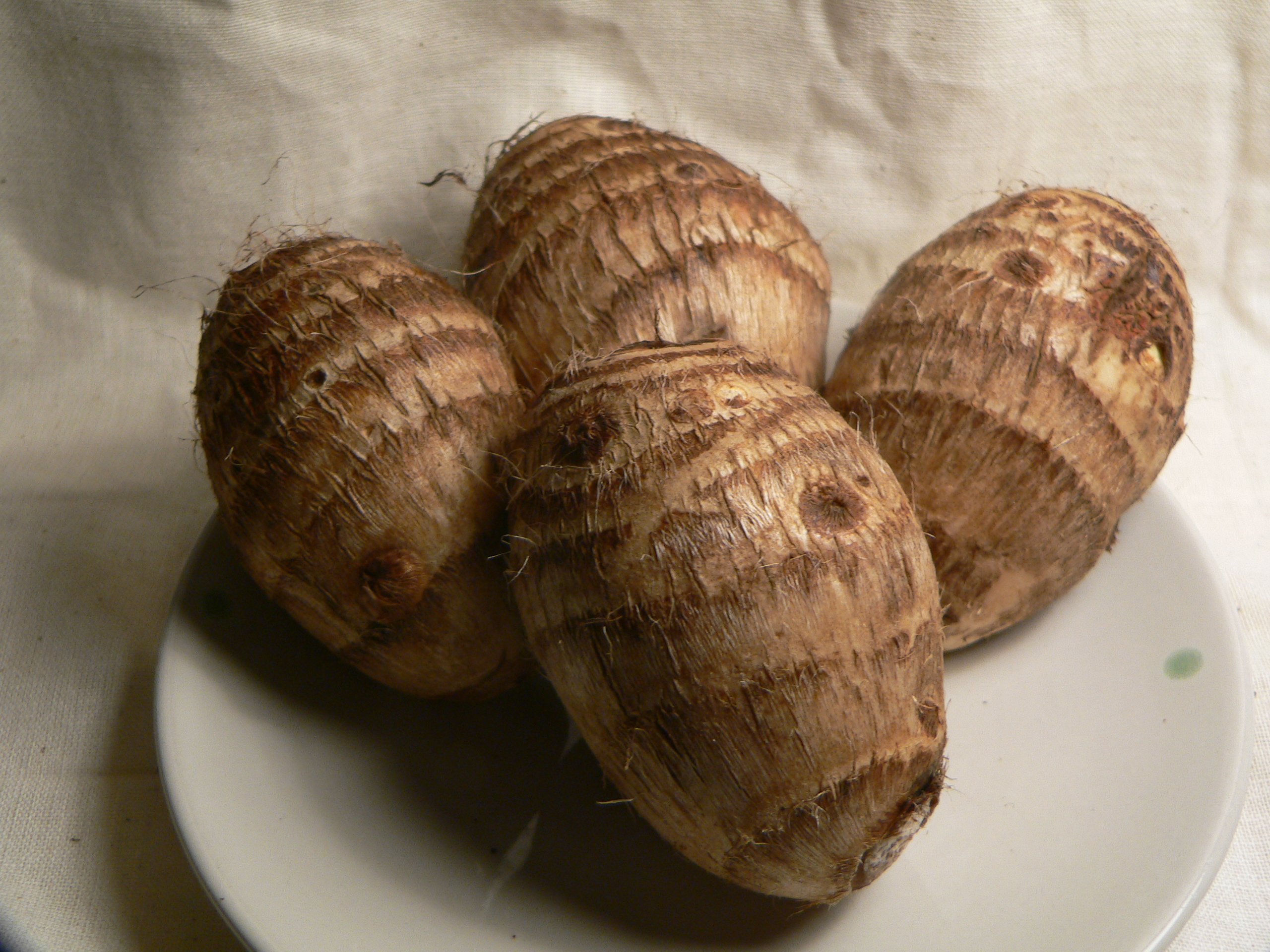
Taro
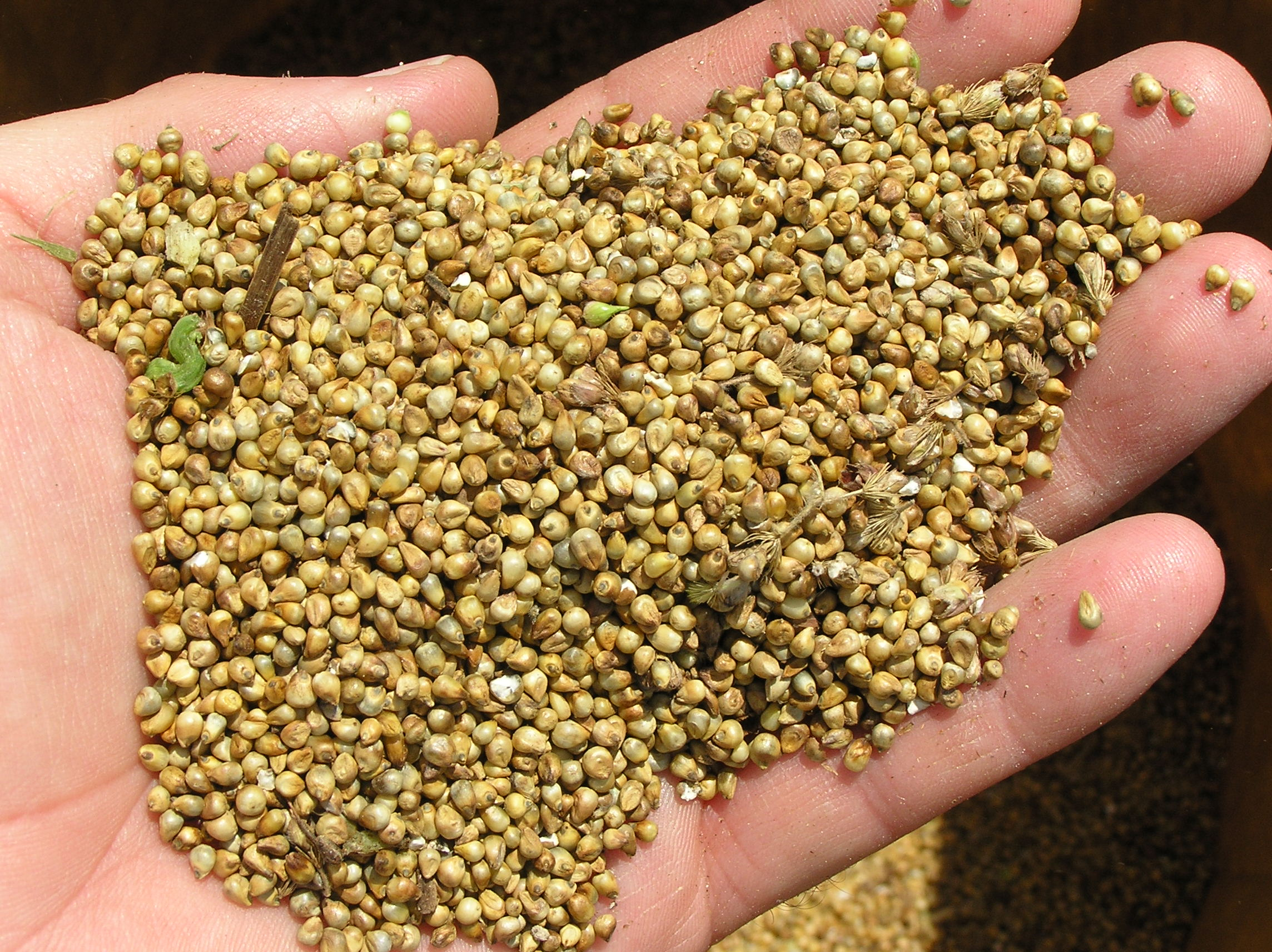
Miglio
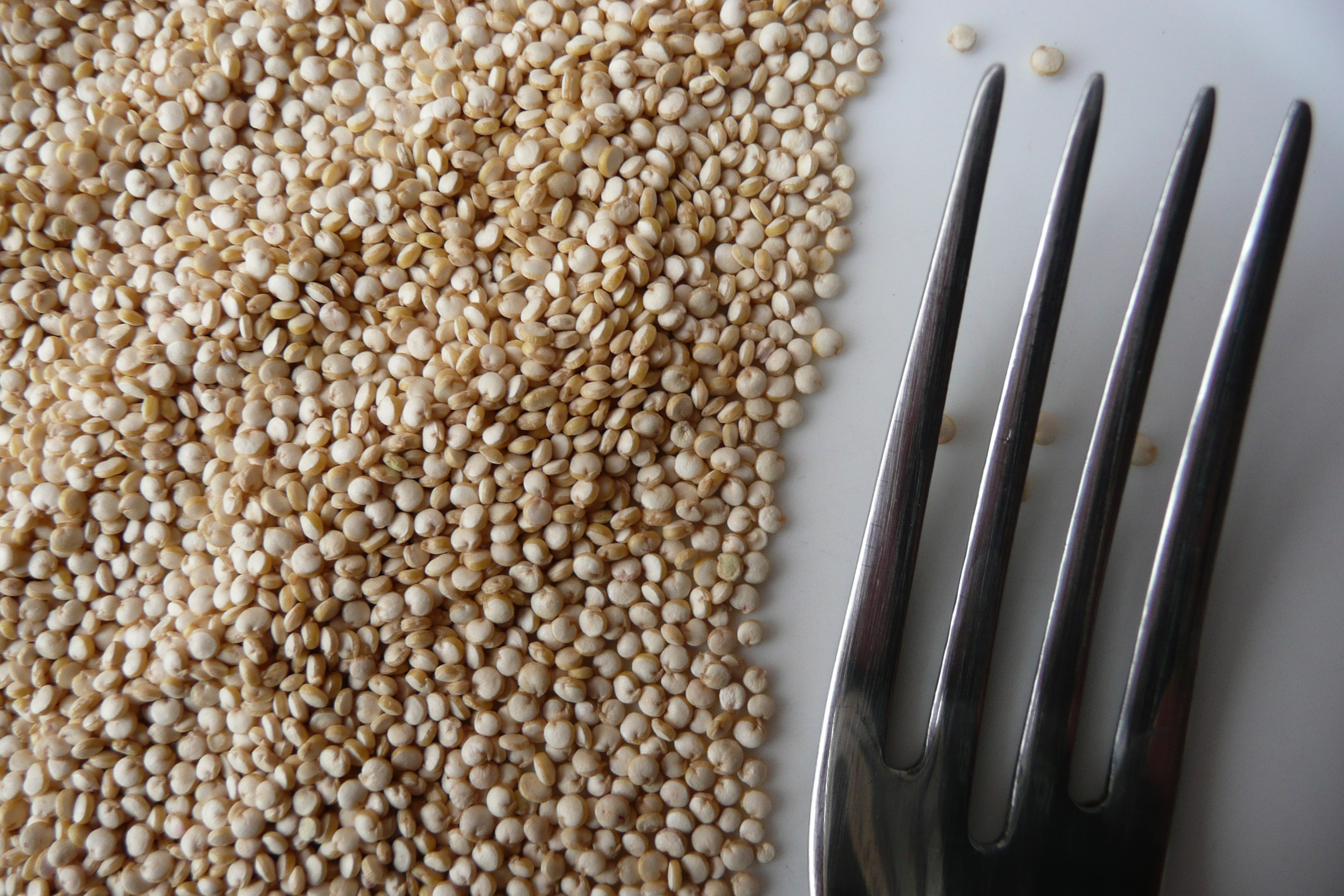
Quinoa